# Protaetia lenzi
Protaetia lenzi es una especie de escarabajo del género Protaetia, familia Scarabaeidae. Fue descrita científicamente por Harold en 1878.
Especie nativa de la región paleártica. Habita en Japón.